# EHF Liga prvaka 2005./06.
Ovo je 46. izdanje elitnog europskog klupskog rukometnog natjecanja. Nakon kvalifikacija 32 momčadi raspoređene u osam skupina igraju turnir, nakon čega prve dvije iz svake igraju osminu završnice (runda 16), četvrtzavršnicu, poluzavršnicu i završnicu. Hrvatski predstavnik RK Zagreb ispao je u osmini završnice od SG Flensburg-Handewitta (25:23, 24:28), a bosanskohercegovački klub HRK Izviđač Ljubuški ispao je u skupini.

## Turnir

### Poluzavršnica
- Ciudad Real -  SG Flensburg-Handewitt 31:22, 29:27
- MKB Veszprém KC -  Portland San Antonio 29:27, 29:32

### Završnica
- Portland San Antonio -  Ciudad Real 19:25, 28:37

- europski prvak:  Ciudad Real (prvi naslov)

## Vanjske poveznice
- Opširnije